# Claes Lewenhaupt (1784–1848)
Claes Casimir Lewenhaupt, född den 19 juli 1784 i Östra Vingåkers församling, död den 6 februari 1848 på Claestorp i Östra Vingåkers socken, var en svensk greve, militär, hovfunktionär och fideikommissarie.  
Lewenhaupt var son till Claes Axel Lewenhaupt och gift med friherrinnan Vilhelmina Christina Beck-Friis (1794–1876) som var dotter till hovmarskalken, friherre Corfitz Ludvig Beck-Friis (adopterad greve Beck-Friis) och friherrinnan Lovisa Thott.
Claes Casimir Lewenhaupt blev kadett vid Karlberg 1794 och avlade officersexamen 1797 samt utnämndes till fänrik 1808. 1809 avancerade han till löjtnant vid Livregementsbrigadens grenadjärkår och deltog som sådan i 1808 och 1809 års krig mot Norge. I maj 1809 tog han dock avsked ur det militära (men med löfte att kvarstå i kåren) och tillträdde i stället som kammarherre hos drottning Hedvig Elisabeth Charlotta. 1826 blev han överstekammarjunkare. 1829 utnämndes han till riddare av Nordstjärneorden och blev samma år korresponderande ledamot av Lantbruksakademien. Tillsammans med sina bröder Mauritz Lewenhaupt och Erik Lewenhaupt samt bröderna Gustaf och Fredrik Beskow köpte han 1829 Huså bruk.
Claes Casimir Lewenhaupt ligger begraven i det Stromberg-Lewenhauptska gravkoret i Östra Vingåkers kyrka.